# Ofensiva de Al-Safira de 2014
La ofensiva de Al-Safira de 2014 , cuyo nombre en código es "Zaeir al Ahrar" ("El rugido de los hombres libres"), fue una operación de corta duración lanzada por los rebeldes sirios durante la guerra civil siria en la gobernación de Alepo , en un intento de atacar "tres lugares del ejército que son al-Adnaneyyi, al-Zeraa al-Foqaneyyi y al-Ezraa al-Tahtatnia para abrir una carretera para atacar las Fábricas de Defensa donde despegan helicópteros para lanzar bombas de barril sobre Alepo, Idlib y Hama " Las fábricas de defensa producen las bombas de barril que se lanzan sobre la ciudad de Alepo y su campo.

## Ofensiva rebelde
El 8 de octubre, el rebelde Ahrar ash-Sham anunció el comienzo de una batalla llamada "Zaeir al Ahrar". Ese día, los rebeldes de este grupo capturaron las aldeas de Qashotah, al Barzaneyyi, Diman, al Zera'ah al Tehtaneyyi y al Zera'ah al Foqaneyyi cerca de las Fábricas de Defensa. Al menos 14 soldados y 5 rebeldes murieron, mientras que dos helicópteros fueron derribados mientras intentaban despegar de las Fábricas de Defensa.
El 9 de octubre, el ejército afirmó haber llevado a cabo un contraataque contra las fuerzas rebeldes en Al-Barzaaniyya, Al-Zara'a, Bashkawi, Banaan Al-Hass, Kafr Akkar y Al-'Adnaniyya, que resultó en la recuperación de varias de estas aldeas . El ejército también afirmó que los rebeldes habían reorientado su ofensiva hacia el campo de Khanasser.
El 10 de octubre, los rebeldes capturaron la aldea de Abotbeh, lo que provocó la muerte de 9 soldados y pérdidas entre los rebeldes. Este pueblo está cerca de la ciudad de Tal Abour, a 2 km de las Fábricas de Defensa. Los rebeldes también capturaron la aldea de Sad'ayya durante la noche, antes de que fuera recapturada ese mismo día.

## Contraataque del ejército
El 12 de octubre, el Ejército lanzó un contraataque y recuperó el control de las aldeas que fueron capturadas por los rebeldes desde el 8 de octubre.